# Cadlina evelinae
Cadlina evelinae är en snäckart. Cadlina evelinae ingår i släktet Cadlina och familjen Chromodorididae. Inga underarter finns listade i Catalogue of Life.